# نيفيانو ديلي أردويني
نيفيانو ديلي أردويني (بالإيطالية: Neviano degli Arduini)‏ هي بلدية في مقاطعة بارما في إقليم إميليا رومانيا الإيطالي.

## السكان
في سنة 1861 بلغ عدد السكان 5٬247 نسمة، وتطور العدد ليصل في سنة 2011 لـ 3٬691 نسمة.
يظهر هذا المخطط البياني تطور النمو السكاني لـ نيفيانو ديلي أردويني